# Vapensmedja
Vapensmedja är en anläggning där vapen tillverkas, repareras eller modifieras.
Bland annat i Arboga fanns en större vapensmedja som främst tillverkade spjut och kulor. Där fanns även tillverkning av andra redskap och också en större produktion av harneskar.